# 열녀효부
열녀효부(烈女孝婦)는 조선 시대의 유교적 윤리관으로 그 시대 여성에게 모범적으로 여겨졌다.
- 열녀는 지아비에 대한 절개가 굳은 여자를, 효부는 시부모를 잘 섬기는 며느리를 가리키며, 열녀효부는 이 두 가지를 모두 갖춘 여인을 뜻한다.
- 현모는 어진 어머니를, 양처는 착한 아내를 가리키며, 현모양처는 이 두 가지를 모두 갖춘 여인을 뜻한다.

현모양처는 한국의 전근대 시기에 만연한 문화나 사상으로 오해를 받기도 한다. 그러나 조선의 유교문화에서 여성에게 요구한 최우선 윤리는 어머니로서의 현모가 아닌, 지어미와 며느리로서의 윤리였다. 곧 열녀효부가 더 우선시되었다.

## 같이 보기
- 현모양처